# Sokoke-füleskuvik
A Sokoke-füleskuvik (Otus ireneae) a madarak (Aves) osztályának a bagolyalakúak (Strigiformes) rendjéhez, ezen belül a bagolyfélék (Strigidae) családjához tartozó faj.

## Rendszerezése
A fajt Sidney Dillon Ripley amerikai ornitológus írta le 1966-ban.

## Előfordulása
Afrika keleti részén, Kenya és Tanzánia területén honos. Természetes élőhelyei a szubtrópusi és trópusi síkvidéki esőerdők, valamint másodlagos erdők. Állandó, nem vonuló faj.

## Megjelenése
Testhossza 18 centiméter, testtömege 45-50 gramm körüli.
|  |

## Természetvédelmi helyzete
Az elterjedési területe nagyon kicsi és csökken, egyedszáma 2500-9999 példány közötti és szintén csökken. A Természetvédelmi Világszövetség Vörös listáján veszélyeztetett fajként szerepel.

## További információ
- Képek az interneten a fajról
- Xeno-canto.org - a faj hangja és elterjedési területe